# Shiba banwuqi
Shiba banwuqi (chinesisch 十八般兵器) ist die Bezeichnung für die 18 klassischen Waffen der Shaolin-Kampfkunst.
In Wirklichkeit wurde eine weitaus größere Anzahl von Waffen verwendet, doch die Zahl 18 gilt als heilige Zahl, und daher wurden (entsprechend den 18 Händen der Buddha-Schüler) 18 Hauptwaffen festgelegt. Folgende sind die Standardwaffen des Shaolin:
| Nr.                                                            | Chinesisch                                                                       | Deutsch |
| -------------------------------------------------------------- | -------------------------------------------------------------------------------- | --- |
| 1. 2. 3. 4. 5. 6. 7. 8. 9. 10. 11. 12. 13. 14. 15. 16. 17. 18. | Bang Chui Dao Fe Ge Gong Ji Jian Lian Maoqiang Nu Pa Pai Pien Qiang Teheu Wo Yue | kurzer Stock mit einer Länge von etwa 120 cm. Er wird als Schwertersatz benutzt. Zu finden ist der Bang im Taijibang. Keule Sie wird auch als Streitaxt bezeichnet Säbel Das Dao ist ein einschneidiger chinesischer Säbel. Axt gekreuzte Hellebarde Bogen Lanze mit zwei Spitzen Schwert ist das gerade, zweischneidige chinesische Schwert. Kette mit Gewichten weiche Lanze Armbrust Harke Schild Dreschflegel Speer Kreuzklinge Wurfhaken großes Kriegsbeil |